# Acomys airensis
Acomys airensis е вид бозайник от семейство Мишкови (Muridae).

## Разпространение
Видът е разпространен в Мавритания, Мали и Нигер.